# Dějiny Kazachstánu
Dějiny Kazachstánu jsou dějiny na území současného státu Kazachstán, který vznikl 16. prosince 1991.

## Prehistorie
První osídlení je potvrzené už z doby kamenné. Oblast měla výborné podmínky pro rozvoj pastevectví. Historikové se domnívají, že první domestikace koně proběhla právě na kazašské stepi.
Do eneolitu, tedy pozdní doby kamenné, archeologové umisťují Afanasjevskou kulturu (3300–2500 př. n. l.). Afanasjevové se stali prvními producenty potravin v této oblasti. Jejich nástroje byly vyrobeny z kamene (sekery, hroty šípů), kostí (rybářské háčky, hroty) a parohů. Mezi kusy parohu jsou předměty, které byly identifikovány jako možné lícnice pro koně.
V době bronzové archeologové rozlišují v oblasti dnešního Kazachstánu Kulturu Sintašta. Existovala přibližně v letech 2 200 až 1 800 př. n. l. a vznikla nejspíše migrací lidu kultury se šňůrovou keramikou na východ. Této kultuře je někdy připisován vynález válečného vozu.
Navazující byla Andronovská kultura z 2. tisíciletí př. n. l. (někdy jsou Sintaštská a Andronovská kultura vnímány jako jeden jev). Kultura získala název podle vesnice Andronovo v Krasnojarském kraji, kde roku 1914 odkryl její pozůstatky Arkadij Tugarinov. Andronovcům se připisuje vynález loukoťového kola. Na základě geografických názvů zachovaných v dané oblasti se obvykle soudí, že příslušníci andronovské kultury hovořili indoíránskými jazyky, jejich kostry odpovídají europoidní rase. Nástupcem tohoto lidu byla na území dnešního Kazachstánu karasukská kultura.
V 18.–12. století př. n. l. se rozvíjela Srubnajská kultura, pojmenovaná podle dřevěných konstrukcí uvnitř svých pohřebních jam. Zabývala pěstováním obilí i chovem dobytka. Její příslušníci mluvili íránskými jazyky. Vytlačeni byli patrně Kimmeriji a Skyty – alternativně jsou Skythové označováni za etnikum ze Srubnajské kultury vzešlé.
Na začátku prvního tisíciletí byly kazachstánské stepi osídleny řadou národů, převážně nomády hovořícími indoevropskými a uralskými jazyky. Byli mezi nimi Alani, Aorsiové, Budiniové, Wusunové, Massagetové, Sakové. Některé z těchto kmenů vytvořily i státy, známé pod čínskými názvy (neboť jejich existence byla zaznamenána v čínských zdrojích) – Jen-cchaj (severozápadně od Aralského moře) nebo Kchang-ťü na východě. V průběhu několika staletí v oblasti převládly turkické jazyky.
V letech 500 př. n. l. až 500 našeho letopočtu byl Kazachstán domovem Hunů. Po příchodu Hunů mnoho z předchozích obyvatel migrovalo na západ do Evropy, nebo bylo Huny pohlceno. Jádro Hunské říše se ovšem postupně přesouvalo na západ do východní Evropy.
V polovině 2. století vytvořili na východě Kazachstánu stát Čolové, někdy zvaní Středoasijští Hunové, neboť šlo o etnikum vzešlé patrně z Hunů, označované ovšem také jako odnož Siungnuů. Stát se nazýval Jüe-panské knížectví. V roce 490 byl rozvrácen kmeny Tchie-lejů či Kao-kcheů pocházejících z Ting-lingů.
Roku 552 území ovládli Turkuti a začlenili ho do svého kaganátu (zvaného též První turkutský kaganát). Turkuti vytlačili zbytky Hunů na západ a na jih. O několik desetiletí později vedla občanská válka k rozdělení kaganátu a vytvoření západního kaganátu pod nadvládou Onogurů a východního kaganátu pod nadvládou Turkutů. V roce 659 byl západní kaganát poražen říší Tchang. Na konci 7. století byly oba státy znovu sjednoceny ve druhém turkutském kaganátu. Brzy se však tento stát začal fragmentovat.
V roce 766 byl založen Oghuzy nový stát s hlavním městem v Džankentu (dnešní Kazaly), který obsadil většinu území Kazachstánu. Oghuzové byly uprchlíky z Turgrešského kaganátu, kde prohráli boj s Karluky.

## Středověk
V osmém a devátém století dobyli části jižního Kazachstánu Arabové, kteří sem přinesli islám. Oghuzové ovládali západní Kazachstán do 11. století. V té době ovládly východ země Kimakové a Kypčaci, další turkické kmeny. Ve 12. století ovládli západ země Kumáni. Ti s Kypčaky posléze vytvořili Kumánsko-Kypčackou konfederaci. V té době existoval na území Kazachstánu ještě jeden důležitý stát, který během devátého století vytvořili Karlukové: Karchánovský chanát. Ten si podmanil Transoxanii (oblast severně a východně od řeky Amudarjy). Karachánovci konvertovali k islámu a dobyli ve 30. letech území Karakitanů (mongolský lid, který se přestěhoval na západ ze severní Číny). V polovině 12. století se odtrhl nezávislý stát Chórezm.
Ve 13. století vpadl do Kazachstánu Čingischán se svými hordami. Kumáni i Karachánovci byli poraženi a oblast se stala součástí Mongolské říše, posléze oblast ovládala západní větev Mongolů zvaná Zlatá horda. Po jejím rozpadu na území Kazachstánu vznikla nejprve Nogajská horda (1391–1634) a později pro identitu moderního Kazachstánu zcela zásadní Kazašský chanát. Ten vznikl roku 1465 a udržel se až do roku 1848. Založen byl Kerejem Chánem (vládl 1465–1473) a Janibekem Chánem (vládl 1473–1480). Za vlády Kásima Chána (1511–1521) pak chanát územně expandoval a Kásim je považován za velkého sjednotitele kazašských kmenů. Kásim ustavil v roce 1520 první kazašský zákoník zvaný Světlá cesta.
V 17. století klanová rivalita vedla k rozdělení chanátu na tři žuzy (Velký, Střední a Malý). Posléze chanát trpěl i nájezdy Čtyř Ojratů, což byla federace čtyř mongolských kmenů, z nichž nejagresivnější byli Džungarové, kteří obsadili centrální a východní oblasti země. Džungarové byli definitivně poraženi kazašským chánem Ablajem roku 1729 v bitvě u Anrakaje a Ablaj získal status národního hrdiny (batyra). Země byla opět sjednocena, avšak boji s Džungary vysílena. Toho využili nejprve povolžští Kalmykové a dobyli současný jihovýchodní Kazachstán, včetně hlavního města Almaty. Také Bucharský emirát (Uzbeci) zabral část země, včetně města Šymkent. Nakonec však oblast ovládlo Ruské impérium.

## Ruská nadvláda
V průběhu 18. století vybudovalo carské Rusko na své jižní hranici soustavu pevností na obranu svého území před nájezdy kazašských a džungarských nomádů, mezi nimi Omsk, Semipalatinsk, Pavlodar, Orenburg a Petropavlovsk. Na obraně hranice se podíleli také kozáci. Ablaj-chán, který byl nejmocnějším vládcem tzv. Střední hordy, udržoval s Ruskem spojenectví. Carské Rusko začalo obsazovat střední Asii v průběhu 19. století, v rámci tzv. Velké hry, tedy koloniálního soupeření s Britským impériem. Postupné ovládání území současného Kazachstánu Rusy lze vymezit léty 1813–1907. Kolonizaci Kazachstánu v 19. století Ruskem zpomalily povstání a války, například povstání vedená Isatajem Tajmanulym a Machambetem Utemisulym v letech 1836–1838 a válka vedená Esetem Kotibarulim v letech 1847–1858.
V roce 1863 Ruská říše vyhlásila novou politiku hlásající právo anektovat problematické oblasti na jejích hranicích. To okamžitě vedlo k dobytí Střední Asie, včetně území dnešního Kazachstánu. Rusové zavedli na úřadech i ve školách ruštinu. To začalo vyvolávat od 60. let 19. století značný odpor obyvatelstva. V 90. letech 19. století Rusové provedli velké tažení proti kočovnictví, zabírali kočovníkům půdu a následně ji začali přidělovat ruským a ukrajinským přistěhovalcům. Usazovali se převážně na severu země.
Ke konci 19. století můžeme hovořit o vzniku kazašského národního obrození, s hlavním cílem zachránit kazaštinu – ruské migrační politice se však toto hnutí bránit nedokázalo. Velkým spouštěčem další migrační vlny bylo dokončení železnice mezi Orenburgem a Taškentem v roce 1906. Počet kolonizátorů krátce poté převýšil počet původních obyvatel. Ruská vláda migraci podporovala. V letech 1906 až 1912 přišla v rámci reforem ministra vnitra Petra Stolypina do kazašských stepí více než půl milionu ruských farmářů, vládním administrátorem tohoto procesu byl Vasilij Balabanov.
V roce 1916 to nakonec vyvolalo ozbrojený odpor Kazachů, kteří začali napadat vesnice kolonistů, carské vojáky a kozáky (tzv. Basmačské povstání či hnutí basmačů). Basmačské hnutí vzniklo z odporu proti odvodům do carské armády, které byly vyhlášeny v roce 1916, ale rychle se stávalo národním. Nakonec se zapletlo do peripetií Ruské občanské války. Basmači se postavili na stranu Bílých proti bolševikům. V roce 1917, po pádu carství, vyhlásili zhruba v hranicích současného Kazachstánu i vlastní stát – tzv. Alašskou autonomii. Hlavním městem byl Semej, tehdy známý jako Alaš-kala. Alašští vůdci sestavili provizorní vládu neboli Alaš Orda, jež byla propojena s Bílou armádou. Měla 25 členů, z čehož bylo 10 míst vyčleněno pro Nekazachy. Předsedou vlády se stal politik, publicista, učitel, spisovatel a etnograf Alichan Bukejchanov, který byl v přímé linii Čingischánovým potomkem. Vláda vytvořila rovněž oddíly zeměbrany coby své ozbrojené síly. V roce 1919, když vojska bělogvardějců ustupovala, začala Alaš Orda vyjednávat s bolševiky. Ti do konce roku získali území pod kontrolu. Přes 300 000 Kazachů uprchlo před bolševiky do sousední Číny a Mongolska. Basmači nicméně operovali v afghánských horách do 30. let 20. století.

## Sovětská nadvláda
26. srpna 1920 byla zřízena Kyrgyzská autonomní socialistická sovětská republika (Rusové tehdy Kazachům říkali jaksi obecně "Kyrgyzové"), s hlavním městem Orenburgem, kde žili především etničtí Rusové. Byla součástí Ruské SFSR. V červnu 1925 byla republika přejmenována na Kazašskou a její správní centrum bylo přemístěno do města Kyzylorda. V dubnu 1927 se pak hlavním městem stala Alma-Ata (dnešní Almaty). Jako všude jinde v Sovětském svazu bylo mnoho politických oponentů, kulaků a jiných režimu nepohodlných lidí popraveno či skončilo v kazašské stepi v pracovních táborech. Docházelo k násilné kolektivizaci, která na kazašské kočovníky, nezvyklé být upoutáni k půdě, dopadla obzvláště tíživě. Výsledkem byl mj. obří hladomor v letech 1931–1933, kdy v Kazachstánů zemřelo hlady 1,5 milionu lidí, z toho 1,3 milionu etnických Kazachů. Zemřelo tak v krátké době 38 % kazašského etnika. Šlo o největší populační ztrátu jedné národnosti v celých dějinách Sovětského svazu. Někteří historici používají dokonce pojmu genocida a srovnávají událost s ukrajinským hladomorem, nebo vyhlazováním indiánského obyvatelstva v severní Americe. Navíc byly do Kazachstánu deportovány na rozkaz sovětského vůdce Josifa Stalina celé národy (Krymští Tataři, Povolžští Němci, Řekové). Etnické složení Kazachstánu je proto dnes velice pestré.
V roce 1936 byla republika vyčleněna z Ruské SFSR a stala se samostatnou federální republikou Sovětského svazu (tehdy jedenáctou): Kazašskou sovětskou socialistickou republikou. Během druhé světové války vzniklo na území pět divizí, které byly poslány bojovat na východní frontu. Pro válečné potřeby byl také vybudován první významnější kazašský průmysl, byť země zůstala převážně zemědělskou. Po válce, v roce 1947, vznikl v oblasti u Semeje zkušební jaderný polygon. Právě zde byla v roce 1949 vyzkoušena první sovětská jaderná bomba. V této oblasti byly do roku 1989 provedeny stovky jaderných testů. V roce 1955 vznikla v Kazachstánu známá kosmická základna Bajkonur, ze které vystartovala první umělá družice světa Sputnik 1, první kosmonaut Jurij Gagarin i kosmická stanice Mir.
V 50. a 60. letech byly z popudu sovětského vůdce Nikity Chruščova obrovské plochy neobdělávaných pastvin (celiny) přeměněny na ornou půdu. Tento projekt měl z Kazachstánu udělat obilnici SSSR. Dopad tohoto projektu na místní ekologickou rovnováhu byl katastrofální.
Na konci 50. let se také zdálo, že rusifikační politika zvítězila: v roce 1959 se Kazaši stali menšinou, tvořili již jen 30 % populace, zatímco etničtí Rusové 43 %.
Na konci 80. let se objevily první známky odporu proti sovětské nadvládě. Významným se stalo protijaderné hnutí zvané Nevada Semipalatinsk, které mělo, vzhledem k jaderným zkouškám prováděným sovětskou vládou na území Kazachstánu, i jistý nacionální sentiment. V prosinci 1986 se v Almaty uskutečnily masové demonstrace mladých Kazachů, které byly později nazvány Želtoksan (Prosinec). Šlo o protest proti nahrazení prvního tajemníka Komunistické strany Kazašské SSR Dinmuchameda Konajeva Genadijem Kolbinem. Protože Konajev byl Kazach a Kolbin Rus, který navíc v Kazachstánu nikdy nežil, měl protest rovněž jistý nacionální aspekt. Vládní jednotky nepokoje potlačily, několik lidí bylo zabito a mnoho demonstrantů uvězněno.

## Nezávislost
Kazachstán vyhlásil nezávislost 16. prosince 1991, když se SSSR v té době již de facto rozpadl na patnáct nástupnických států. Ze všech patnácti vyhlásil Kazachstán svou nezávislost jako poslední. Téhož roku se stal členem Společenství nezávislých států. Prezidentské volby v roce 1991 vyhrál bývalý vůdce místní komunistické strany Nursultan Nazarbajev. Hlavním městem se stala v roce 1997 Astana, která vystřídala Almaty. Hlavním důvodem založení nového hlavního města bylo položení Almaty v blízkosti hranic s Kyrgyzstánem, Tádžikistánem a Uzbekistánem, kde v té době probíhala občanská válka.
Nazarbajev vytvořil rychle autoritářský režim, který je ale díky těžbě ropy a zemního plynu ekonomicky úspěšný. V roce 2007 parlament formálně vyhlásil prezidenta Nazarbajeva vůdcem státu do konce jeho života.
Začátkem roku 2022 vypukly v zemi protesty proti zdražování plynu a energií, které však přerostly v násilí a střety mezi protestujícími a policií, která proti nim tvrdě zasahovala, si vyžádalo stovky mrtvých. I přes to 11. ledna však protesty skončily.